# Esternande (Santa Comba)
Esternande o Santa María de Esternande (llamada oficialmente Santa María de Grixoa de Esternande) es una parroquia y un lugar español del municipio de Santa Comba, en la provincia de La Coruña, Galicia.

## Entidades de población
Entidades de población que forman parte de la parroquia:
- Cotoleira (A Cotoleira)
- Esternande

## Demografía

### Parroquia
| Gráfica de evolución demográfica de Esternande (parroquia) entre 2000 y 2019 |
|                                                                              |
| Datos según el nomenclátor publicado por el INE.                             |

### Lugar
| Gráfica de evolución demográfica de Esternande (lugar) entre 2000 y 2019 |
|                                                                          |
| Datos según el nomenclátor publicado por el INE.                         |